# تاتيانا إيجناتيفا
تاتيانا إيجناتيفا مواليد 11 يونيو 1974 في مينسك، الاتحاد السوفيتي، هي لاعبة كرة مضرب بيلاروسية سابقة. أعلى تصنيف لها في الفردي كان 91. أعلى تصنيف لها في الزوجي كان 570.

## النهائيات

### الفردي (1–2)
| الحصيلة | الرقم | التاريخ       | الدورة                   | الأرضية | المنافس              | النتيجة        |
| ------- | ----- | ------------- | ------------------------ | ------- | -------------------- | -------------- |
| الوصافة | 1.    | 20 يوليو 1992 | روانوك، الولايات المتحدة | صلبة    | أي سوجياما           | 2–6, 3–2, ret. |
| الفوز   | 1.    | 1 أغسطس 1994  | سوبوت، بولندا            | ترابية  | ساندرا دوفر          | 2–6, 6–3, 6–2  |
| الوصافة | 2.    | 19 أغسطس 1996 | كييف، أوكرانيا           | ترابية  | إفغينيا كوليكوفسكايا | 1–6, 5–7       |

## روابط خارجية
- تاتيانا إيجناتيفا على موقع رابطة محترفات التنس (الإنجليزية)
- تاتيانا إيجناتيفا على موقع الاتحاد الدولي لكرة المضرب (الإنجليزية)
- تاتيانا إيجناتيفا على موقع كأس بيلي جين كينغ (الإنجليزية)
- تاتيانا إيجناتيفا على موقع خلاصة التنس.كوم (الإنجليزية)